# Иф (кантон)
Иф (фр. Ifs) — кантон во Франции, находится в регионе Нормандия, департамент Кальвадос. Входит в состав округа Кан.

## История
Кантон образован в результате реформы 2015 года.

## Состав кантона с 22 марта 2015 года
В состав кантона входят коммуны (население по данным Национального института статистики за 2018 г.):
- Жибервиль (4 951 чел.)
- Иф (11 567 чел.)
- Кормель-ле-Руайяль (4 959 чел.)
- Мондвиль (9 893 чел.)

## Политика
На президентских выборах 2022 г. жители кантона отдали в 1-м туре Эмманюэлю Макрону  29,2 % голосов против 25,2 % у Жана-Люка Меланшона и 22,0 % у Марин Ле Пен; во 2-м туре в кантоне победил Макрон, получивший 63,3 % голосов. (2017 год. 1 тур: Жан-Люк Меланшон – 25,8 % , Эмманюэль Макрон – 25,7 %, Марин Ле Пен – 18,8 %, Франсуа Фийон – 13,3 %; 2 тур: Макрон – 70,8 %. 2012 год. 1 тур: Франсуа Олланд — 36,4 %, Николя Саркози — 19,4 %, Марин Ле Пен — 15,2 %; 2 тур: Олланд — 64,6 %).
С 2021 года кантон в Совете департамента Кальвадос представляют член муниципального совета города Мондвиль Жоэль Жан (Joël Jeanne) (Коммунистическая партия) и бывший вице-мэр города Жибервиль Эдит Эзе (Гийо) (Édithe Heuzé) (Социалистическая партия).
|                | Кандидаты                         | Партия                   | Первый тур | Первый тур     | Второй тур | Второй тур |
| Кол-во голосов | Кандидаты                         | Партия                   | % голосов  | Кол-во голосов | % голосов  |            |
| -------------- | --------------------------------- | ------------------------ | ---------- | -------------- | ---------- | ---------- |
|                | Жоэль Жан Эдит Эзе                | Левый блок               | 2 688      | 37,43          | 3 564      | 51,73      |
|                | Бертран Авар Элен Бюрга           | Разные левые             | 1 804      | 25,12          | 3 326      | 48,27      |
|                | Катрин Левек Мишель Патар-Лежандр | Прочие                   | 1 678      | 23,36          |            |            |
|                | Паскаль Вуазен Селин Деланд       | Национальное объединение | 1 012      | 14,09          |            |            |

|                | Кандидаты                     | Партия                  | Первый тур | Первый тур     | Второй тур | Второй тур |
| Кол-во голосов | Кандидаты                     | Партия                  | % голосов  | Кол-во голосов | % голосов  |            |
| -------------- | ----------------------------- | ----------------------- | ---------- | -------------- | ---------- | ---------- |
|                | Бертран Авар Эдит Гийо        | Социалистическая партия | 3 232      | 30,48          | 5 556      | 58,67      |
|                | Жером Омме Аминте Ренуф       | Правый блок             | 2 579      | 24,32          | 3 914      | 41,33      |
|                | Ноэль Ле Мольф Жерар Ленвё    | Разные левые            | 2 311      | 21,80          |            |            |
|                | Марк Кальдирони Мишель Фонтен | Национальный фронт      | 2 274      | 21,45          |            |            |
|                | Фабрис Адам Жослин Ле Магоэро | Крайне левые            | 207        | 1,95           |            |            |